# Rüddingshausen
Rüddingshausen ist einer von sechs Ortsteilen der Gemeinde Rabenau im mittelhessischen Landkreis Gießen.

## Geographische Lage
Rüddingshausen liegt an der Kreuzung der Landesstraßen L 3125 und L 3126 etwa 3,5 km nordöstlich von Kesselbach im Tal des Kesselbachs, einem Zufluss der Lumda. Das Dorf liegt im „Drei-Kreise-Eck“ der Landkreise Gießen, Marburg-Biedenkopf und dem Vogelsbergkreis und wird oft als das „nördlichste Dorf“ im Landkreis Gießen bezeichnet. Legt man jedoch die Lage im Bezug auf den Breitengrad zugrunde, so trifft die Bezeichnung wohl mehr für das weiter westlich und etwas nördlicher gelegene Winnen zu. Direkte Nachbardörfer sind Wermertshausen (Landkreis Marburg-Biedenkopf) im Nordwesten, Deckenbach (Vogelsbergkreis) im Nordosten, sowie die im Landkreis Gießen gelegenen Dörfer Weitershain im Südosten und Odenhausen (Lumda) im Südsüdwesten.
Nordöstlich des Ortes befand sich der wüst gegangene Ort Frankenhausen. ▼ 

## Ortsgeschichte

### Mittelalter
Historische Namensformen
Die Ersterwähnung des Ortes geschah 1288, als das Kloster Thron bei Wehrheim im Taunus: „... omnia bona sita in villa Rudingeshusin“ (alle Güter, gelegen im Dorf Rüddingshausen) sowie in Dodenhausen, einem später wüst gefallenen Ort, mit dem Ritter Erwin Leo seine Güter in Rüddingshausen und Dodenhausen gegen ein Waldstück in der Nähe des Klosters tauschte. Bereits in dieser Urkunde wird die Siedlungsform des Ortes als villa bezeichnet.
Zu Beginn des 14. Jahrhunderts taucht der Ort in zwei Urkunden des Deutschen Ordens auf. Am 21. Dezember 1305 verkaufte Gumpert Hobeherr dem Deutschen Orden in Marburg auch Einkünfte von Gütern „... item in Rudinchishusen.“
1313 wird ein Ortsadliger namens „... Rudolphus de Rudingeshusen“ erwähnt.
1334 trägt Johann von Nordeck mit der Zustimmung seiner Brüder Gefälle von seinen Allodialgütern zu Rüddingshausen dem Erzstift Mainz zu Lehen auf.
1375 hat der Deutsche Orden Marburg Einkünfte in Rüddingshausen.
Rüdingshausen lautet der Eintrag auf einer Niveaukarte für das Kurfürstentum Hessen 1840–1861.
Der Ortsname leitet sich von dem Personennamen Ruodding ab. Das Dorf ist also „die Siedlung des Ruodding.“
Rüddingshausen hat, was aber unbelegt ist, vielleicht schon zu fränkischer Zeit bestanden und gehörte zur Mark Londorf.

### Neuzeit
Die Statistisch-topographisch-historische Beschreibung des Großherzogthums Hessen berichtet 1830 über Rüddingshausen:

„Rüdingshausen (L. Bez. Grünberg) evangel. Filialdorf; liegt 2 St. von Grünberg, an der Churhessischen Grenze, und gehört der Freiherrlichen Familie von Nordeck zur Rabenau. Der Ort hat 123 Häuser und 725 Einwohner, die außer 38 Juden evangelisch sind, und unter denselben sind 75 Bauern, 18 Handwerker und 45 Taglöhner. Man findet 1 Kirche, 1 Schulhaus und 1 Hof, welcher der Freiherrl. Familie von Nordeck zur Rabenau gehört. Diese Familie hat 1822 einen Theil der patrimonialgerichtsherrlichen Gerechtsamen an den Staat abgetreten. Das Dorf gehörte im 15 Jahrhundert zur Londorfer Mark.“

Hessische Gebietsreform (1970–1977)
Die bis dahin selbständige Gemeinde Rüddingshausen wurde zum 31. Dezember 1971 im Zuge der Gebietsreform in Hessen auf freiwilliger Basis in die Gemeinde Rabenau eingemeindet. Für den Ortsteil Rüddingshausen wurde ein Ortsbezirk eingerichtet.

### Dorfkirche

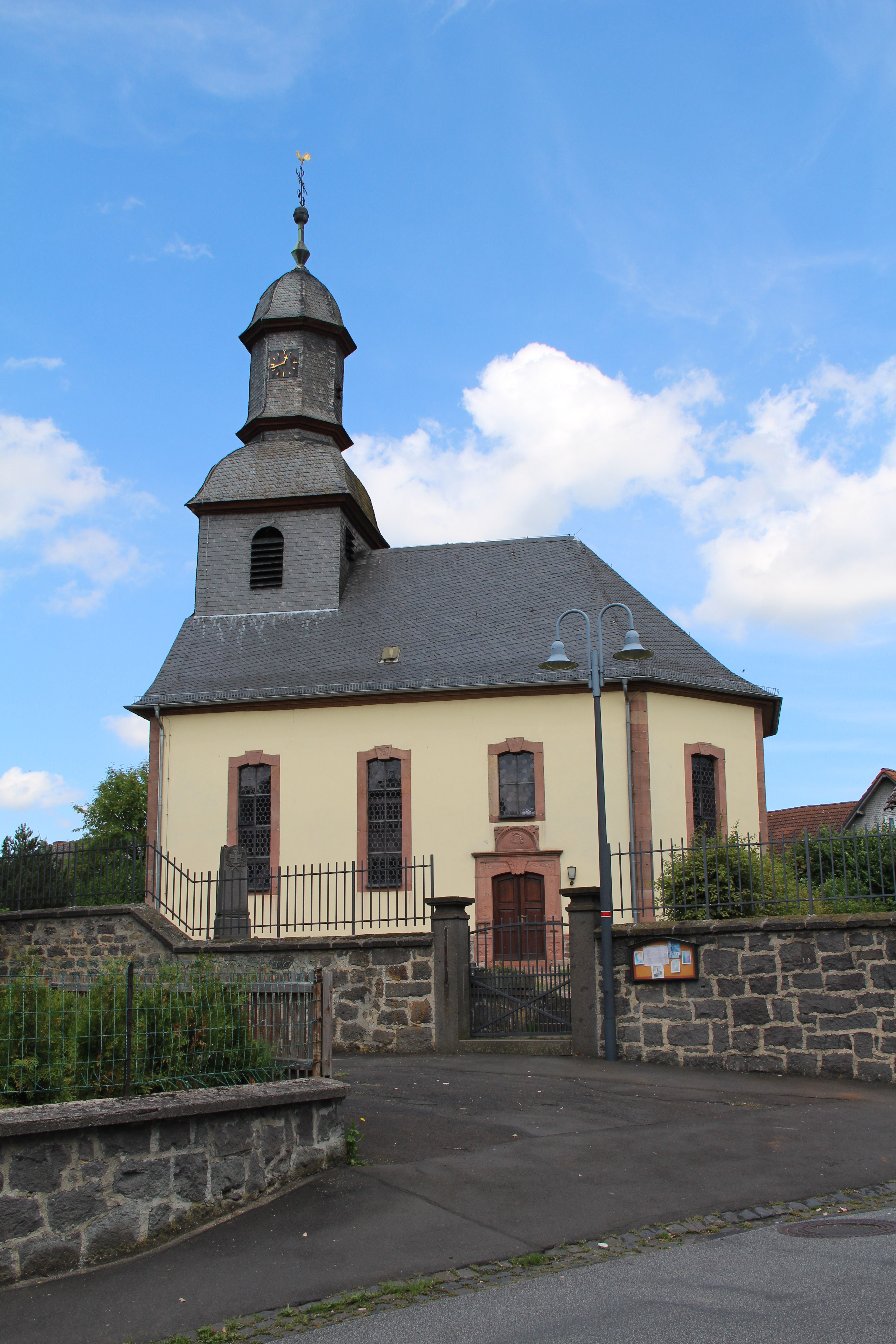
Evangelische Kirche

Die ursprüngliche Filialkirche war nach den Beschädigungen des Dreißigjährigen Krieges im Jahre 1667 erneuert worden. Sie verfiel dann und wurde abgebrochen. An gleicher Stelle entstand 1768 die heutige Evangelische Kirche Rüddingshausen mit dreiseitigem Schluss und Turmkreuz. Seit dem Frühjahr 2015 wird die Kirche einer äußeren und inneren Komplett-Sanierung unterzogen, welche voraussichtlich Anfang Dezember 2016 beendet sein wird.

### Wirtschaftsgeschichte
In Rüddingshausen entstand im Laufe der 1840er Jahre durch die schlechten wirtschaftlichen Verhältnisse die Besenbinderei als eine Art Kleinindustrie. Hierzu verwendete man Birkenreisig, band es zusammen und verkaufte die Besen. Noch heute nennt der Volksmund die Bevölkerung von Rüddingshausen „die Bease“ – die Besen.

### Verwaltungsgeschichte im Überblick
Die folgende Liste zeigt die Staaten und Verwaltungseinheiten, denen Rüddingshausen angehört(e):
- vor 1567 Heiliges Römisches Reich, Landgrafschaft Hessen, Patrimonialgericht Londorf
- ab 1567: Heiliges Römisches Reich, Landgrafschaft Hessen-Marburg, Amt Allendorf/Lumda, Gericht Londorf der Freiherren Nordeck zur Rabenau[17]
- 1604–1648: Heiliges Römisches Reich, strittig zwischen Landgrafschaft Hessen-Darmstadt und Landgrafschaft Hessen-Kassel (Hessenkrieg)
- ab 1604: Heiliges Römisches Reich, Landgrafschaft Hessen-Darmstadt, Oberfürstentum Hessen, Amt Allendorf/Lumda, Gericht Londorf[18]
- ab 1806: Großherzogtum Hessen,[Anm. 2] Fürstentum Oberhessen, Amt Allendorf/Lumda, Gericht Londorf[19][20]
- ab 1815: Großherzogtum Hessen, Provinz Oberhessen, Amt Allendorf/Lumda, Gericht Londorf[21]
- ab 1821:  Großherzogtum Hessen, Provinz Oberhessen, Landratsbezirk Grünberg[Anm. 3]
- ab 1832: Großherzogtum Hessen, Provinz Oberhessen, Kreis Grünberg
- ab 1848: Großherzogtum Hessen, Regierungsbezirk Gießen
- ab 1852: Großherzogtum Hessen, Provinz Oberhessen, Kreis Grünberg
- ab 1867: Norddeutscher Bund, Großherzogtum Hessen, Provinz Oberhessen, Landkreis Grünberg
- ab 1871: Deutsches Reich, Großherzogtum Hessen, Provinz Oberhessen, Landkreis Grünberg
- ab 1874: Deutsches Reich, Großherzogtum Hessen, Provinz Oberhessen, Landkreis Gießen
- ab 1918: Deutsches Reich, Volksstaat Hessen, Provinz Oberhessen, Landkreis Gießen
- ab 1938: Deutsches Reich, Volksstaat Hessen, Landkreis Gießen[22][Anm. 4]
- ab 1945: Deutsches Reich, Amerikanische Besatzungszone,[Anm. 5] Groß-Hessen, Regierungsbezirk Darmstadt, Landkreis Gießen
- ab 1946: Deutsches Reich, Amerikanische Besatzungszone, Hessen, Regierungsbezirk Darmstadt, Landkreis Gießen
- ab 1949: Bundesrepublik Deutschland, Hessen, Regierungsbezirk Darmstadt, Landkreis Gießen
- ab 1972: Bundesrepublik Deutschland, Hessen, Regierungsbezirk Darmstadt, Landkreis Gießen, Gemeinde Rabenau
- ab 1977: Bundesrepublik Deutschland, Hessen, Regierungsbezirk Darmstadt, Lahn-Dill-Kreis, Gemeinde Rabenau
- ab 1979: Bundesrepublik Deutschland, Hessen, Regierungsbezirk Darmstadt, Landkreis Gießen, Gemeinde Rabenau
- ab 1981: Bundesrepublik Deutschland, Hessen, Regierungsbezirk Gießen, Landkreis Gießen, Gemeinde Rabenau

### Gerichte seit 1803
In der Landgrafschaft Hessen-Darmstadt wurde mit Ausführungsverordnung vom 9. Dezember 1803 das Gerichtswesen neu organisiert. Für die Provinz Oberhessen wurde das „Hofgericht Gießen“ als Gericht der zweiten Instanz eingerichtet. Die Rechtsprechung der ersten Instanz wurde durch die Ämter bzw. Standesherren vorgenommen und somit war für Rüddingshausen das „Patrimonialgericht der Freiherren  Nordeck zur Rabenau“ in Londorf zuständig.
Das Hofgericht war für normale bürgerliche Streitsachen Gericht der zweiten Instanz, für standesherrliche Familienrechtssachen und Kriminalfälle die erste Instanz. Übergeordnet war das Oberappellationsgericht Darmstadt.
Mit der Gründung des Großherzogtums Hessen 1806 wurde diese Funktion beibehalten, während die Aufgaben der ersten Instanz 1821 im Rahmen der Trennung von Rechtsprechung und Verwaltung auf die neu geschaffenen Land- bzw. Stadtgerichte übergingen. 1822 traten die Freiherren Nordeck zur Rabenau ihre Rechte am Patrimonialgericht Londorf an das Großherzogtum Hessen ab. „Landgericht Grünberg“ war daher von 1822 bis 1879 die Bezeichnung für das erstinstanzliche Gericht, das für Rüddingshausen zuständig war.
Anlässlich der Einführung des Gerichtsverfassungsgesetzes mit Wirkung vom 1. Oktober 1879, infolge derer die bisherigen großherzoglich hessischen Landgerichte durch Amtsgerichte an gleicher Stelle ersetzt wurden, während die neu geschaffenen Landgerichte nun als Obergerichte fungierten, kam es zur Umbenennung in „Amtsgericht Grünberg“ und Zuteilung zum Bezirk des Landgerichts Gießen. Am 1. Juli 1968 erfolgte die Auflösung des Amtsgerichts Grünberg, Rüddingshausen wurde dem Amtsgericht Gießen zugelegt.
Zwischen dem 1. Januar 1977 und  1. August 1979 trug das Gericht den Namen „Amtsgericht Lahn-Gießen“ der mit der Auflösung der Stadt Lahn wieder in „Amtsgericht Gießen“ umbenannt wurde. In der Bundesrepublik Deutschland sind die übergeordneten Instanzen das Landgericht Gießen, das Oberlandesgericht Frankfurt am Main sowie der Bundesgerichtshof als letzte Instanz.

## Bevölkerung

### Einwohnerstruktur 2011
Nach den Erhebungen des Zensus 2011 lebten am Stichtag, dem 9. Mai 2011, in Rüddingshausen 912 Einwohner. Darunter waren 12 (1,3 %) Ausländer. Nach dem Lebensalter waren 135 Einwohner unter 18 Jahren, 369 zwischen 18 und 49, 219 zwischen 50 und 64 und 189 Einwohner waren älter. Die Einwohner lebten in 357 Haushalten. Davon waren 78 Singlehaushalte, 102 Paare ohne Kinder und 144 Paare mit Kindern, sowie 30 Alleinerziehende und 3 Wohngemeinschaften. In 72 Haushalten lebten ausschließlich Senioren und in 222 Haushaltungen lebten keine Senioren.

### Einwohnerentwicklung
| • 1577: | 055 Hausgesesse                                                                  |
| • 1742: | 002 Geistliche/ Beamte, 77 Untertanen, 14 Junge Mannschaften, 9 Beisassen/ Juden |
| • 1800: | 509 Einwohner                                                                    |
| • 1806: | 636 Einwohner, 105 Häuser                                                        |
| • 1829: | 725 Einwohner, 123 Häuser                                                        |
| • 1867: | 625 Einwohner, 126 Häuser                                                        |

| Rüddingshausen: Einwohnerzahlen von 1800 bis 2020 | Rüddingshausen: Einwohnerzahlen von 1800 bis 2020 | Rüddingshausen: Einwohnerzahlen von 1800 bis 2020 | Rüddingshausen: Einwohnerzahlen von 1800 bis 2020 | Rüddingshausen: Einwohnerzahlen von 1800 bis 2020 |
| --- | ------------------------------------------------- | ------------------------------------------------- | ------------------------------------------------- | ------------------------------------------------- |
| Jahr |                                                   |                                                   |                                                   | Einwohner                                         |
| 1800 | 1800                                              |                                                   | 509                                               | 509                                               |
| 1806 | 1806                                              |                                                   | 636                                               | 636                                               |
| 1829 | 1829                                              |                                                   | 725                                               | 725                                               |
| 1834 | 1834                                              |                                                   | 730                                               | 730                                               |
| 1840 | 1840                                              |                                                   | 808                                               | 808                                               |
| 1846 | 1846                                              |                                                   | 830                                               | 830                                               |
| 1852 | 1852                                              |                                                   | 852                                               | 852                                               |
| 1858 | 1858                                              |                                                   | 905                                               | 905                                               |
| 1864 | 1864                                              |                                                   | 732                                               | 732                                               |
| 1871 | 1871                                              |                                                   | 741                                               | 741                                               |
| 1875 | 1875                                              |                                                   | 748                                               | 748                                               |
| 1885 | 1885                                              |                                                   | 657                                               | 657                                               |
| 1895 | 1895                                              |                                                   | 705                                               | 705                                               |
| 1905 | 1905                                              |                                                   | 736                                               | 736                                               |
| 1910 | 1910                                              |                                                   | 721                                               | 721                                               |
| 1925 | 1925                                              |                                                   | 748                                               | 748                                               |
| 1939 | 1939                                              |                                                   | 807                                               | 807                                               |
| 1946 | 1946                                              |                                                   | 1.064                                             | 1.064                                             |
| 1950 | 1950                                              |                                                   | 1.030                                             | 1.030                                             |
| 1956 | 1956                                              |                                                   | 984                                               | 984                                               |
| 1961 | 1961                                              |                                                   | 954                                               | 954                                               |
| 1967 | 1967                                              |                                                   | 971                                               | 971                                               |
| 1980 | 1980                                              |                                                   | ?                                                 | ?                                                 |
| 1990 | 1990                                              |                                                   | ?                                                 | ?                                                 |
| 2000 | 2000                                              |                                                   | ?                                                 | ?                                                 |
| 2005 | 2005                                              |                                                   | 968                                               | 968                                               |
| 2010 | 2010                                              |                                                   | 963                                               | 963                                               |
| 2011 | 2011                                              |                                                   | 912                                               | 912                                               |
| 2015 | 2015                                              |                                                   | 914                                               | 914                                               |
| 2020 | 2020                                              |                                                   | 904                                               | 904                                               |
| Datenquelle: Historisches Gemeindeverzeichnis für Hessen: Die Bevölkerung der Gemeinden 1834 bis 1967. Wiesbaden: Hessisches Statistisches Landesamt, 1968. Weitere Quellen: LAGIS; Gemeinde Rabenau; Zensus 2011 |                                                   |                                                   |                                                   |                                                   |

### Historische Religionszugehörigkeit
| • 1830: | 687 evangelische (= 94,8 %), 38 jüdische (= 5,2 %) Einwohner    |
| • 1961: | 841 evangelische (= 88,2 %), 95 katholische (= 9,9 %) Einwohner |

### Historische Erwerbstätigkeit
| • 1961: | Erwerbspersonen: 213 Land- und Forstwirtschaft, 189 Produzierendes Gewerbe, 28 Handel, Verkehr und Nachrichtenübermittlung, 34 Dienstleistungen und Sonstiges. |

## Politik
Für Rüddingshausen besteht ein Ortsbezirk (Gebiete der ehemaligen Gemeinde Rüddingshausen) mit Ortsbeirat und Ortsvorsteher nach der Hessischen Gemeindeordnung.
Der Ortsbeirat besteht aus sieben Mitgliedern. Bei den Kommunalwahlen in Hessen 2021 betrug die Wahlbeteiligung zum Ortsbeirat 63,76 %. Dabei wurden gewählt: ein Mitglied der CDU und sechs Mitglieder der Liste „Bürger für Rabenau“ (GfRab). Der Ortsbeirat wählte Björn Zimmer (GfRab) zum Ortsvorsteher.

## Kultur und Sehenswürdigkeiten
Siehe Liste der Kulturdenkmäler in Rüddingshausen

## Wirtschaft und Infrastruktur
Rüddingshausen ist in 2008 der erste Ort im Landkreis Gießen gewesen, in dessen Gemarkungsbereich Windkraftanlagen errichtet wurden. Nach den anfänglichen vier Anlagen erzielen die mittlerweile vorhandenen sieben Anlagen eine Gesamtleistung von 7,9 MW. Bei einem angenommenen durchgängigen 24-stündigen Betrieb könnten diese Anlagen somit 69.204.000 kWh elektrische Energie pro Jahr zur Verfügung stellen.

## Persönlichkeiten
- Conrad Christoph Benedikt von Nordeck zur Rabenau (1713–1781), Gutsbesitzer, fuldaischer und kurtrierischer Kämmerer und Geheimrat